# Ford Fairlane Thunderbolt
Ford Fairlane Thunderbolt — экспериментальная версия Ford Fairlane с ограниченным производством, выпускавшаяся только в 1964 модельном году. Всего было выпущено 100 единиц; 49 с четырёхступенчатыми механическими трансмиссиями и 51 с трёхступенчатыми автоматическими трансмиссиями.

## Описание

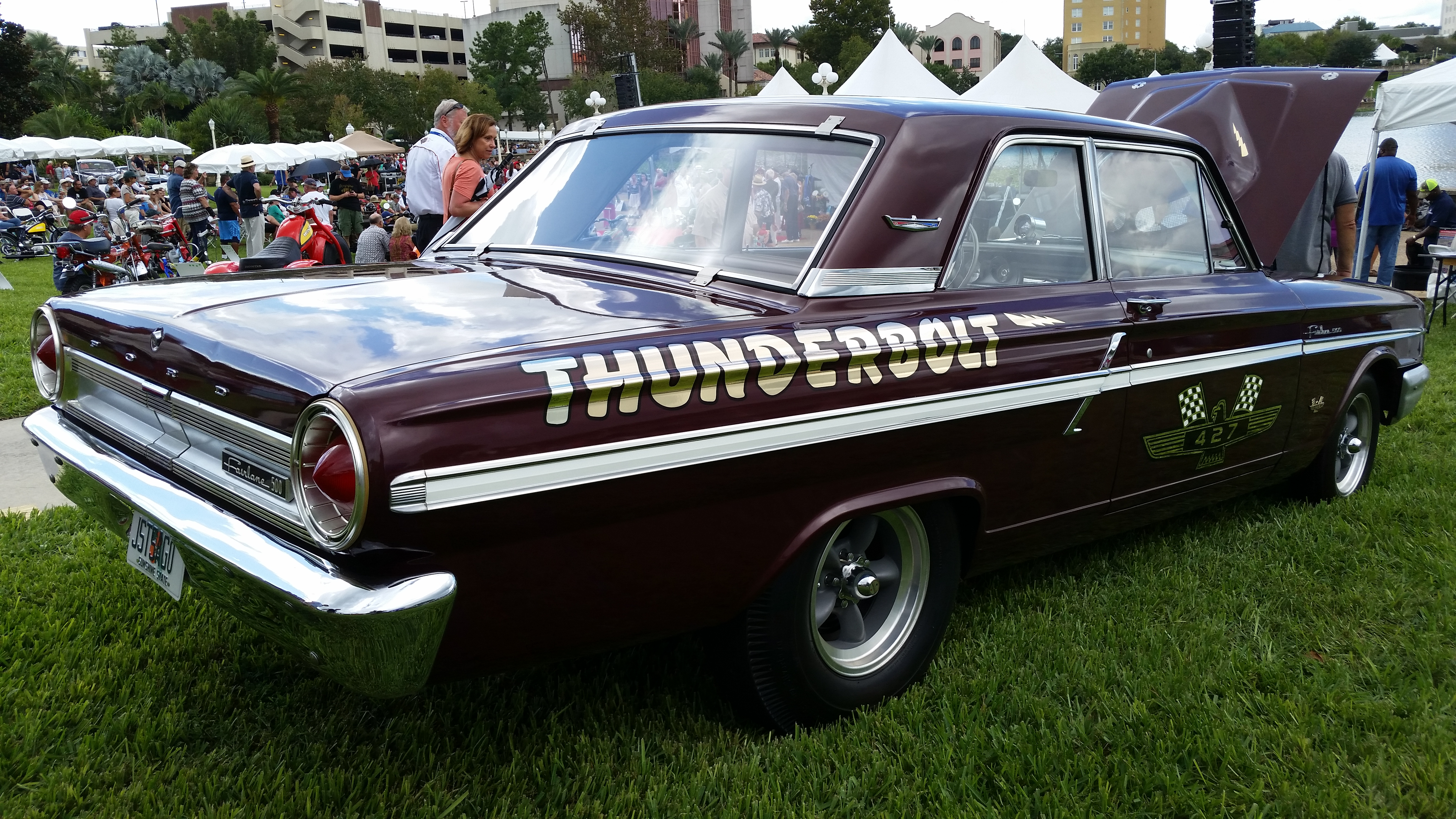
Ford Fairlane 500 Thunderbolt

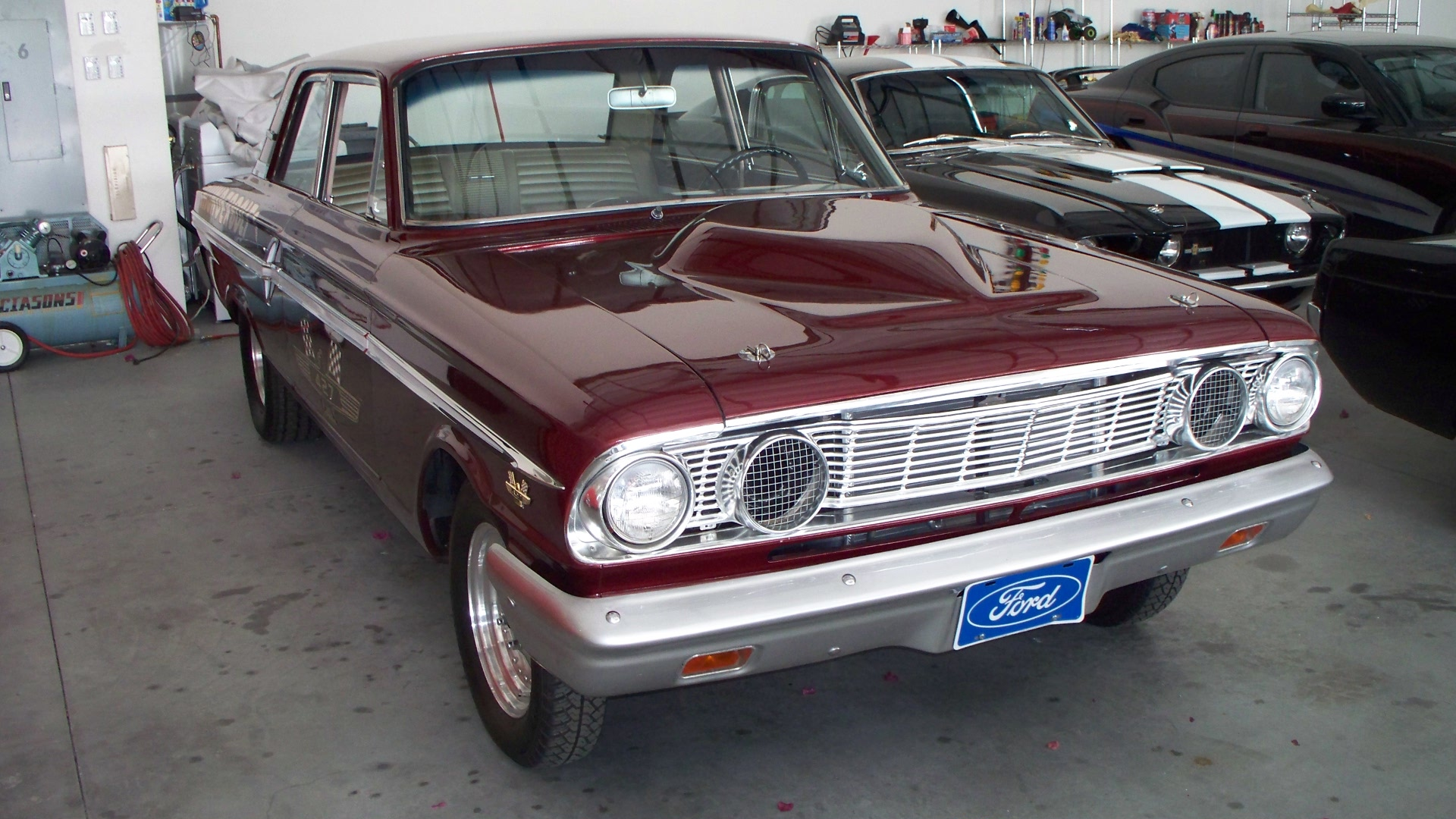
Вид спереди

Ford Fairlane Thunderbolt оснащён двигателем V8 объёмом 7,0 л (427 кубических дюймов) с двойными четырёхкамерными карбюраторами Holley, предназначенными для применения в Galaxie. Двигатель показал хорошие результаты, но Galaxie был просто слишком тяжёлым автомобилем в стандартной комплектации, чтобы успешно участвовать в дрэг-рейсинге; так называемые «облегчённые» Galaxie с двигателем объёмом 427 кубических дюймов были выпущены как для гонок на серийных автомобилях, так и для дрэг-рейсинга в течение 1964 модельного года, хотя эти автомобили не были модифицированы до степени Thunderbolt. Двигатель развивал мощность 317 кВт (425 л. с.) при 6000 об/мин и крутящий момент 651 Н⋅м при 3700 об/мин. По оценкам, фактическая мощность была близка к 447 кВт (600 л. с.). В стандартной форме Fairlane на 305 мм короче, чем Galaxie, имеет укороченную на 89 мм колёсную базу и уменьшенную на 318 кг массу. Установка Ford FE V8 потребовала серьёзной переработки и перемещения компонентов передней подвески автомобиля, а также модернизации и усиления мест крепления подвески. Стеклопластиковые двери, капот, передние крылья и даже передний бампер на самых ранних автомобилях, а также боковые и задние стекла из органического стекла способствовали снижению веса. Капот с характерным «каплевидным» воздухозаборником, предназначенным для забора горячего воздуха из моторного отсека, был закреплён на месте, что исключило необходимость в петлях капота и защёлке. Более поздние автомобили имеют алюминиевые передние бамперы вместо стеклопластиковых блоков.
Гоночное оборудование включает в себя трубчатые выпускные коллекторы, электрический топливный насос, изменённую заднюю подвеску с усиленными антипробуксовочными рулями и асимметричными листовыми рессорами, установленный в багажнике сверхмощный аккумулятор, блокирующийся дифференциал, вспомогательные датчики, специальные колёса и шины для дрэг-рейсинга, поставляемые как Goodyear, так и Mickey Thompson (сам является получателем одного из первых десяти автомобилей) и алюминиевый рассеивающий щит, предназначенный для удержания сцепления в случае распада под нагрузкой. Заявленная степень сжатия составляет 13,5:1.
Другие меры по снижению массы включают в себя устранение таких уличных предметов, как солнцезащитные козырьки, радио, обогреватель, колпаки колёс, стеклоочиститель со стороны пассажира, подлокотники, кривошипы заднего стекла, зеркала, звукоизоляционный материал, ковровое покрытие, коврик в багажнике, гаечный ключ, домкрат и запасное колесо. Передние сиденья представляют собой либо легкие агрегаты от полицейских автомобилей Ford, либо рудиментарные ковшеобразные сиденья от фургона Econoline. Ковровое покрытие было заменено чёрным резиновым ковриком. Заднее сиденье является стандартным блоком Fairlane. Фары дальнего света также были убраны, а на их месте установлены сетчатые воздухозаборники, которые идут прямо к специальному воздухоочистителю на крыше. Как и в уличной версии, фары Thunderbolt с диагональю 146 мм и тип, обычно используемые в четырёхламповой системе, выбираются с помощью стандартного ножного переключателя. Несмотря на то, что технически он был разрешён для эксплуатации на дорогах общего пользования, эти модификации и удаления, а также передаточное число главной передачи 4:57.1 для четырёхступенчатых механических трансмиссий и 4:44.1 для трёхступенчатых автоматических трансмиссий делают Thunderbolt непрактичным для эксплуатации на улицах.
Thunderbolt выпускался не на обычной сборочной линии Ford, а скорее совместно с Энди Хоттоном из Dearborn Steel Tubing. Именно там частично собранные кузова Fairlane в топовой внешней отделке «500» сочетались с 427 и либо сверхмощной автоматической трансмиссией Lincoln, либо четырёхступенчатой механической трансмиссией BorgWarner. Первые 11 автомобилей были окрашены в «винтажный бордовый цвет» Ford, в то время как остальные 89 автомобилей были окрашены в «белый цвет Уимблдона». Код двигателя отражал не 427 на большинстве автомобилей, а так называемый твердотопливный двигатель объёмом 289 кубических дюймов с высокой производительностью. Эмблемы «427» заменили обычные эмблемы «260» или «289», а надпись «Fairlane 500» на верхних передних крыльях была удалена.

## Производительность
Thunderbolt с четырёхступенчатой механической трансмиссией развивал максимальную скорость 201 км/ч.

## В игровой и сувенирной индустрии
Модели Thunderbolt производятся компаниями Hot Wheels и Ertl Company.
Revell делает пластиковый модельный комплект Ford Fairlane Thunderbolt в масштабе 1:25. Более поздние выпуски включают в себя стоковый капот и заводские небольшие колпаки для посуды в дополнение к магнитным колёсам и каплевидному капоту, которые были включены в оригинальные выпуски.

## Галерея

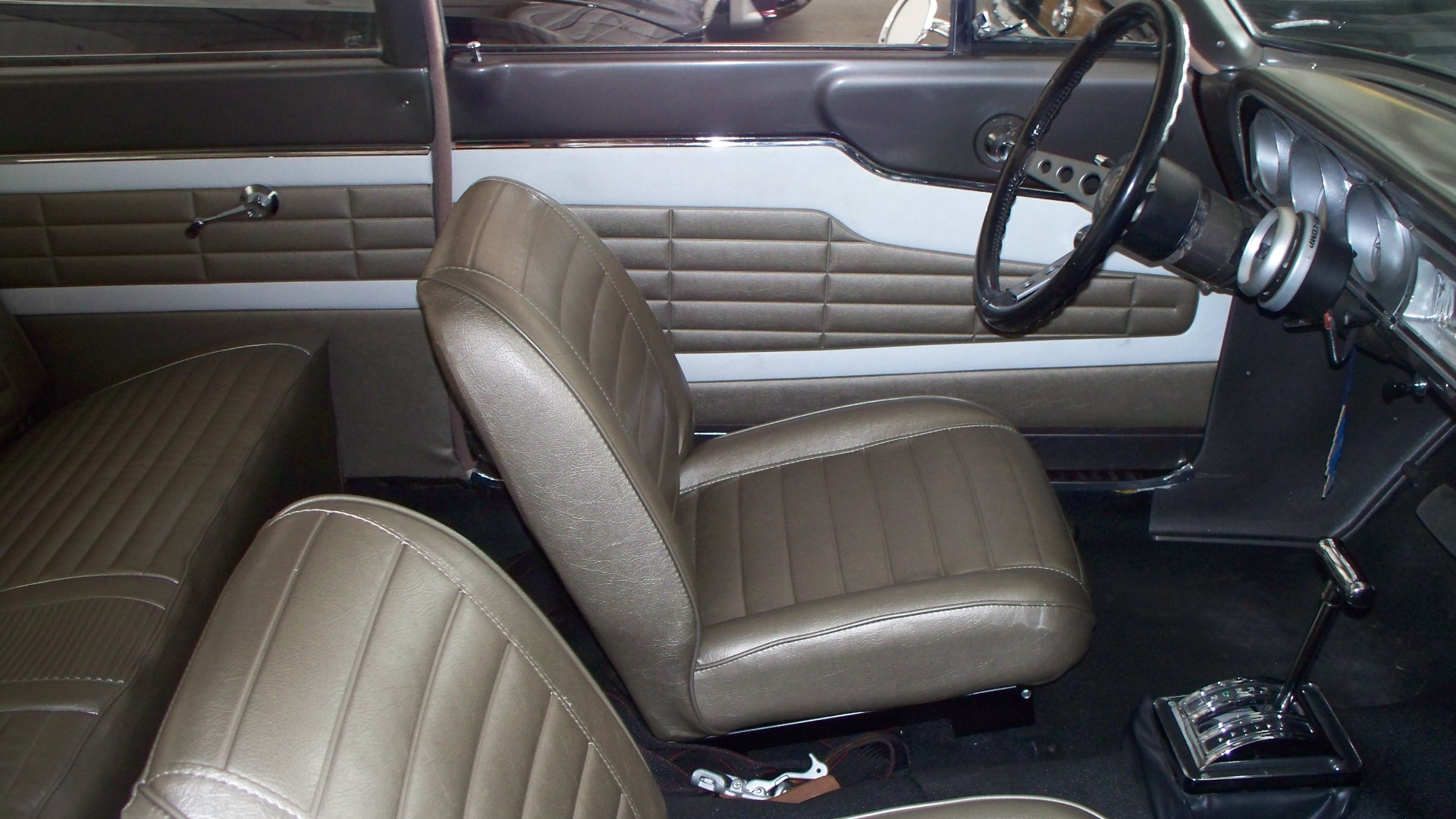
Салон автомобиля
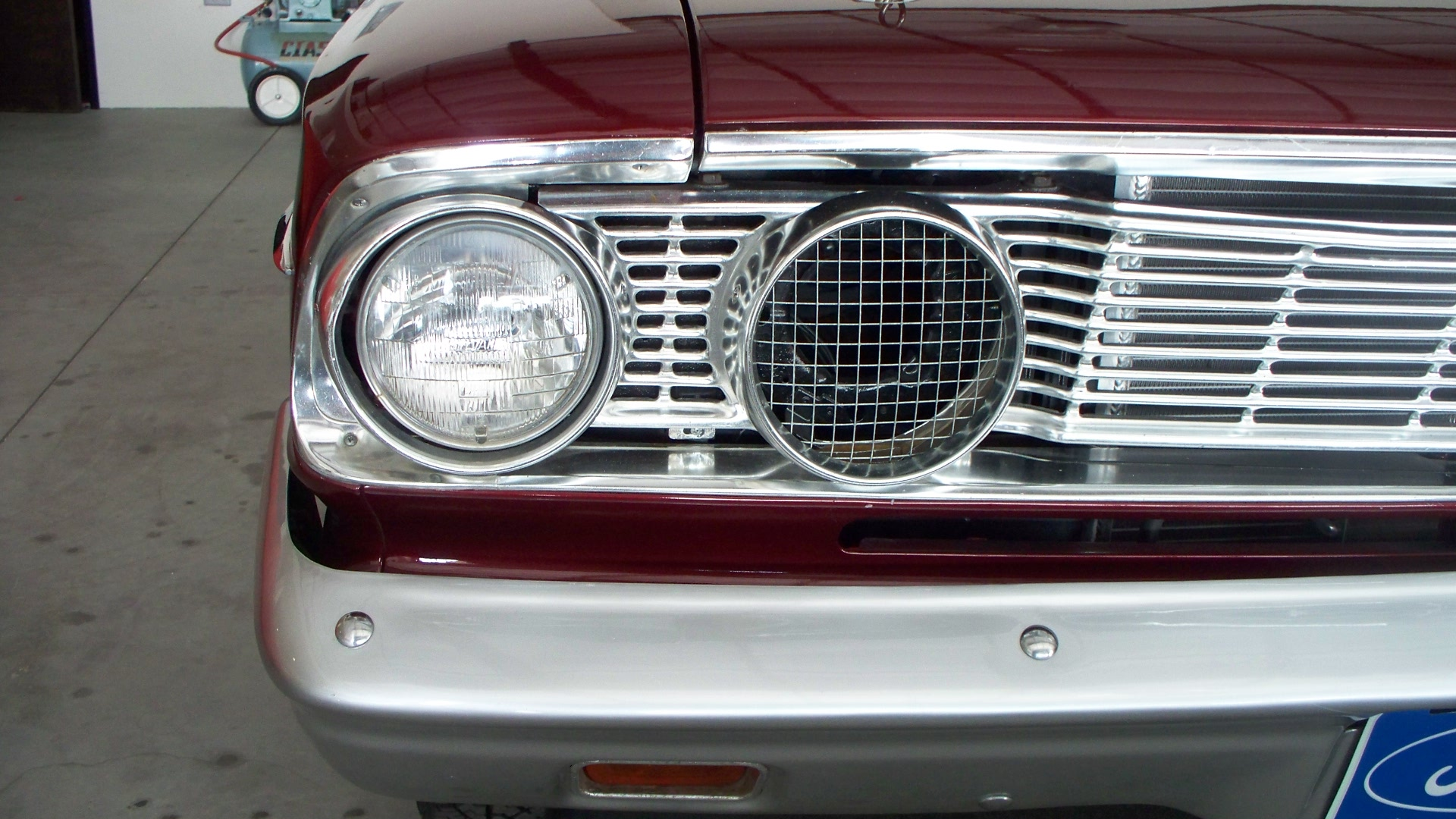
Деталь настройки воздухозаборника и окрашенный бампер из стеклопластика
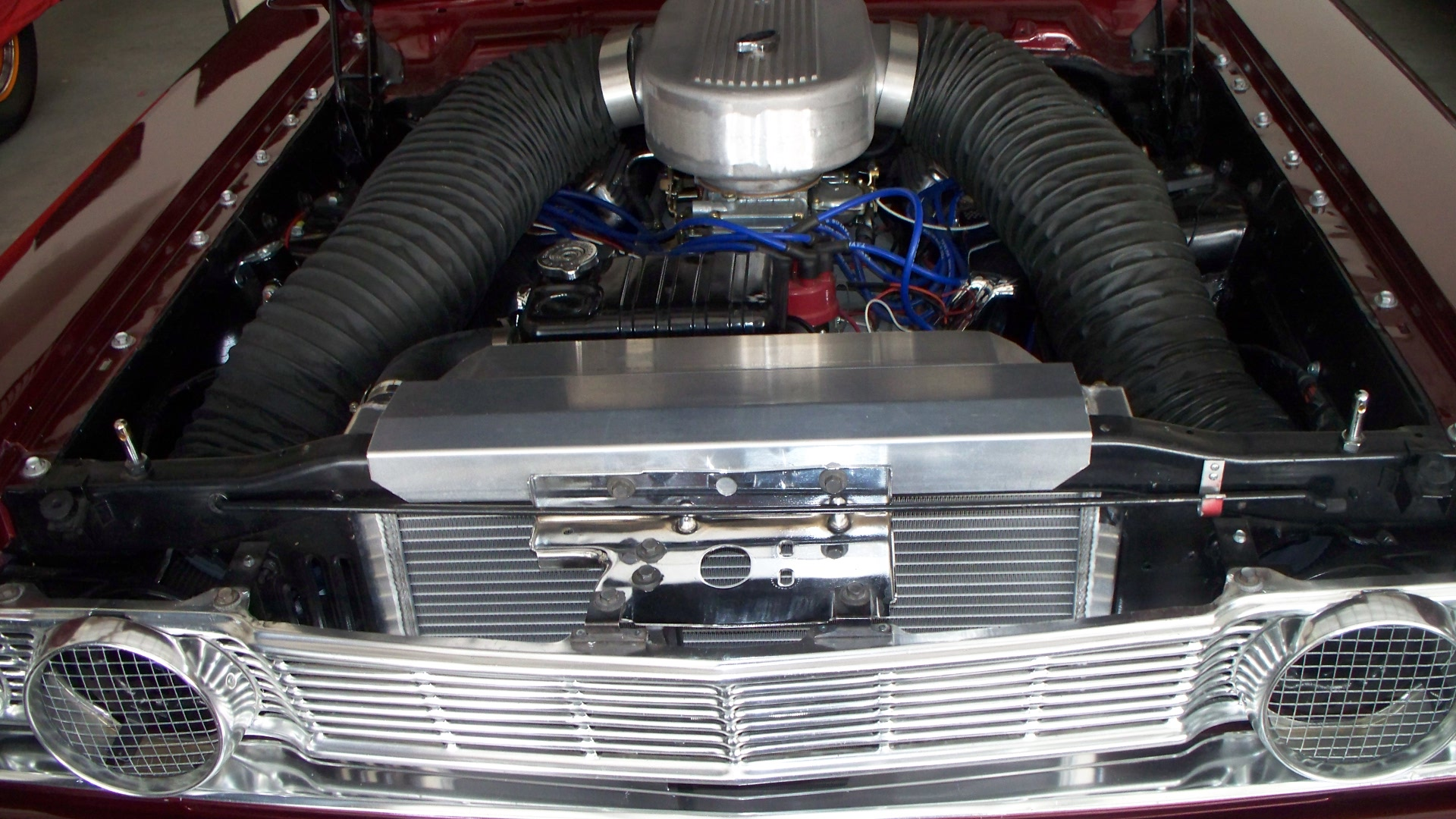
Деталь подкапотного и наружного воздухозаборника
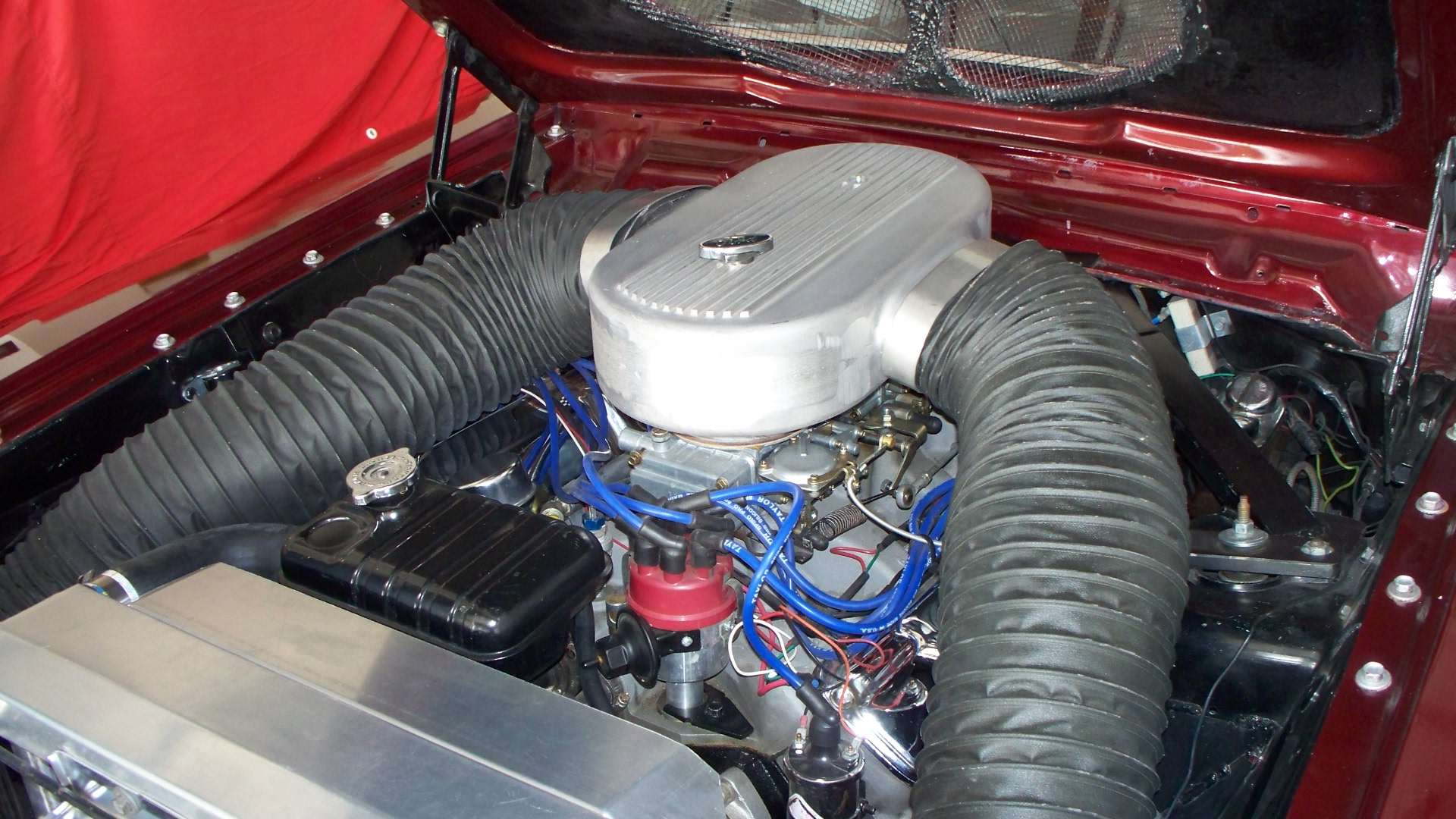
Деталь двигателя с уникальным двойным воздухозаборником
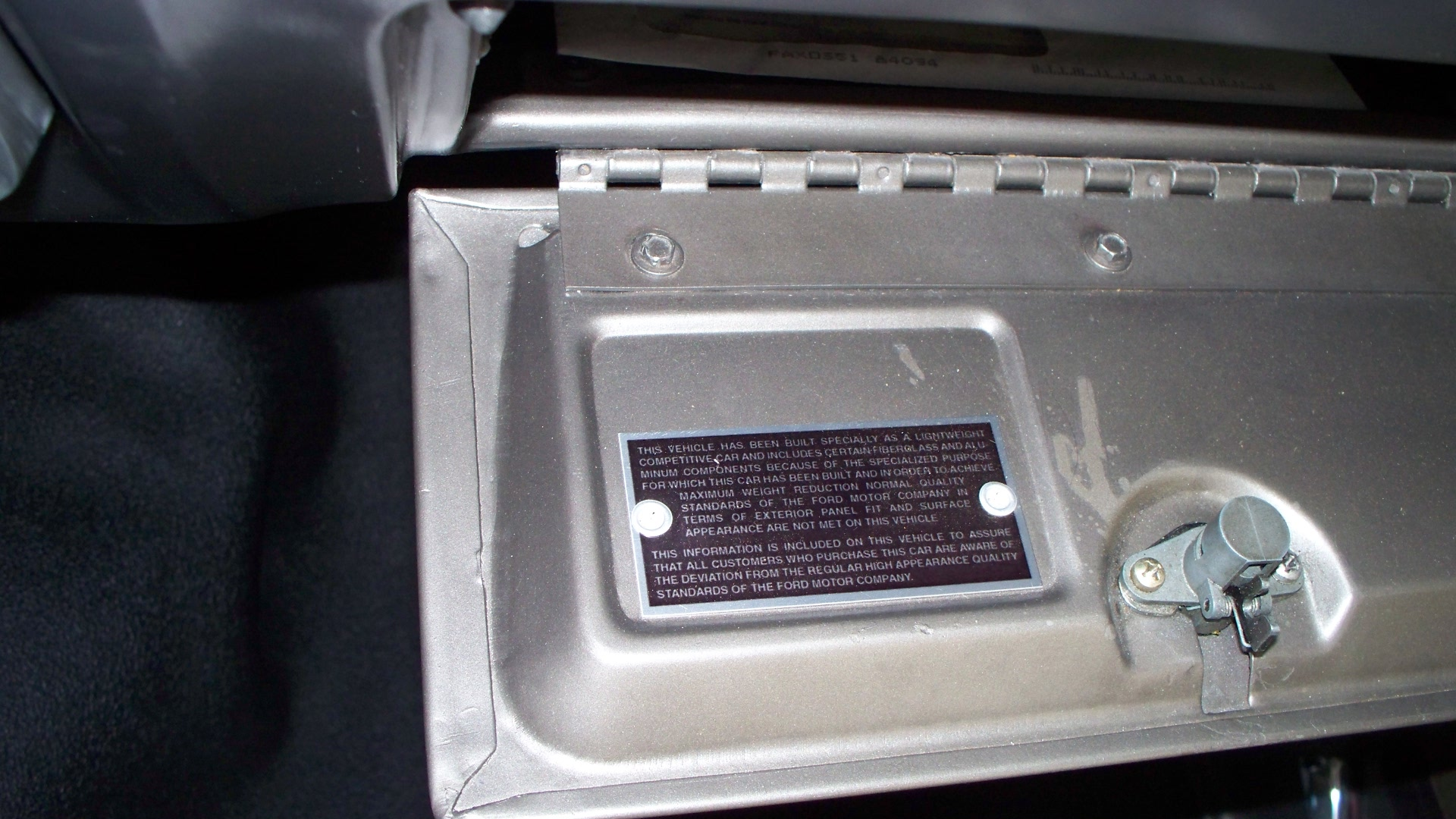
Редкая посадка и отделка дисклеймерной пластины, приделанной к внутренней стороне дверцы перчаточного ящика